# Trathala perdita
Trathala perdita är en stekelart som beskrevs av Dasch 1979. Trathala perdita ingår i släktet Trathala och familjen brokparasitsteklar. Inga underarter finns listade i Catalogue of Life.